# Puccinia ocellifera
Puccinia ocellifera ist eine Ständerpilzart aus der Ordnung der Rostpilze (Pucciniales). Der Pilz ist ein Endoparasit von Korbblütlern der Gattung Pluchea. Symptome des Befalls durch die Art sind Rostflecken und Pusteln auf den Blattoberflächen der Wirtspflanzen. Sie ist in weiten Teilen Amerikas verbreitet.

## Merkmale

### Makroskopische Merkmale
Puccinia ocellifera ist mit bloßem Auge nur anhand der auf der Oberfläche des Wirtes hervortretenden Sporenlager zu erkennen. Sie wachsen in Nestern, die als gelbliche bis braune Flecken und Pusteln auf den Blattoberflächen erscheinen.

### Mikroskopische Merkmale
Das Myzel von Puccinia ocellifera wächst wie bei allen Puccinia-Arten interzellulär und bildet Saugfäden, die in das Speichergewebe des Wirtes wachsen. Ihre Spermogonien sind unbekannt. Die blattunterseitig wachsenden Aecien der Art stehen in kleinen Gruppen. Sie besitzen 13–17 × 13–17 µm große, meist eckig kugelige, hyaline Aeciosporen mit warziger Oberfläche. Die beidseitig wachsenden Uredien des Pilzes sind dunkelbraun. Ihre goldenen bis hellbraunen Uredosporen sind 28–33 × 24–27 µm groß, eiförmig bis breitellipsoid und stachelwarzig. Die blattunterseitig wachsenden Telien der Art sind zimtbraun, kompakt und unbedeckt. Die goldbraunen Teliosporen sind zweizellig, in der Regel ellipsoid bis langellipsoid und 43–55 × 18–24 µm groß. Ihre Stiele sind farblos und bis zu 65 µm lang.

## Verbreitung
Das bekannte Verbreitungsgebiet von Puccinia ocellifera reicht von Südamerika bis nach Nordmexiko und in die südlichen USA.

## Ökologie
Die Wirtspflanzen von Puccinia ocellifera sind verschiedene Pluchea-Arten. Der Pilz ernährt sich von den im Speichergewebe der Pflanzen vorhandenen Nährstoffen, seine Sporenlager brechen später durch die Blattoberfläche und setzen Sporen frei. Die Art durchläuft einen Entwicklungszyklus mit Spermogonien, Aecien, Telien und Uredien.